# Inulinska fruktotransferaza (DFA-I)
Inulinska fruktotransferaza (DFA-I) (EC 4.2.2.17, inulinska fruktotransferaza (formira DFA-I), inulinska fruktotransferaza (depolimerizacija, difruktofuranoza-1,2':2',1-dianhidrid), inulin -fruktozil--fruktoziltransferaza (formira 1,2':1',2-dianhidrid), inulin -fruktozil--fruktoziltransferaza (formira alfa--fruktofuranoza beta--fruktofuranoza 1,2':1',2-dianhidrid), 2,1-beta-D-fruktan lijaza (formira alfa--fruktofuranoza-beta--fruktofuranoza-1,2':2,1'-dianhidrid)) je enzim sa sistematskim imenom (2->1)-beta--fruktan lijaza (formira alfa--fruktofuranoza-beta--fruktofuranoza-1,2':2,1'-dianhidrid). Ovaj enzim katalizuje sledeću hemijsku reakciju
Formiranje alfa-D-fruktofuranoza beta--fruktofuranoza 1,2':2,1'-dianhidrida (DFA I) putem sukcesivne eliminacije lanca (2->1)-beta--fruktana (inulina) sa terminalnog D-fruktozil--fruktozil disaharida
Ovj enzim, poput EC 4.2.2.16 i EC 4.2.2.18, eliminiše fruktanski lanac sa terminalnog disaharida formirajući difruktoza dianhidrid.

## Literatura
- Nicholas C. Price; Lewis Stevens (1999). Fundamentals of Enzymology: The Cell and Molecular Biology of Catalytic Proteins (Third изд.). USA: Oxford University Press. ISBN 019850229X.
- Eric J. Toone (2006). Advances in Enzymology and Related Areas of Molecular Biology, Protein Evolution (Volume 75 изд.). Wiley-Interscience. ISBN 0471205036.
- Branden C; Tooze J. Introduction to Protein Structure. New York, NY: Garland Publishing. ISBN 0-8153-2305-0.
- Irwin H. Segel. Enzyme Kinetics: Behavior and Analysis of Rapid Equilibrium and Steady-State Enzyme Systems (Book 44 изд.). Wiley Classics Library. ISBN 0471303097.

## Spoljašnje veze
- Inulin+fructotransferase+(DFA-I-forming) на 